# Mandawaca
El mandawaca (o Mandawaka) és una llengua arawak de Veneçuela i antigament del Brasil. Es desconeix el nombre de parlants; la data més recent es va publicar el 1975 i comptava uns 3.000 individus. És un dels diversos idiomes que rep el nom genèric de baré.
Kaufman (1994) la va classificar en un grup Warekena Nawiki Occidental de l'Amazònia Superior, Aikhenvald (1999) a l'Amazònia Superior Central (Orinoco).